# AV Clytoneus
AV Clytoneus is een atletiekvereniging uit Woerden, die is opgericht op 7 september 1970. De vereniging heeft een zesbaans kunststof atletiekbaan op Sportpark Cromwijck langs de spoorbaan bij Woerden, en tevens een clubgebouw met kantine en kleedruimten. De vereniging is aangesloten bij de Atletiekunie. Het herenteam van Clytoneus kwam een jaar in de eredivisie uit.
AV Clytoneus organiseert de Woerdense Singelloop, een hardloopwedstrijd die sinds 1978 jaarlijks wordt gehouden. 

## Vernieuwend
De vereniging probeert soms dingen uit, die bij andere verenigingen niet altijd mogelijk zijn. Zo was zij de eerste sportvereniging in Nederland die in haar clubgebouw een vestiging van een Buitenschoolse opvang kreeg, in samenwerking met een lokale kinderopvangorganisatie. Ook werd er met succes een training voor een groep autisten opgezet.

## Naam
De naam van de vereniging werd voorgesteld door een van de atleten, die bij de oprichting betrokken was. Clytoneus was een sprinter uit de Griekse mythologie, een van de zonen van Alcinoüs. Bij een wedkamp won hij het looponderdeel met een voorsprong van een stuk grond, zo groot als een paar muildieren in een dag kan omploegen.

## Bekende (oud-)atleten

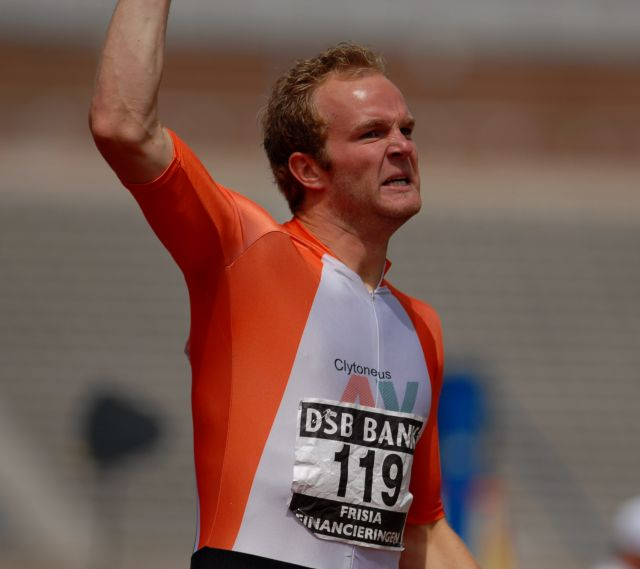
Eelco Veldhuyzen

- Maarten Heisen - sprinter, deelnemer Olympische Spelen in 2008
- Jurjen Polderman - langeafstandsloper, vier NK medailles
- Thijs Ros - gespecialiseerd in de tienkamp en speerwerpen
- Eelco Veldhuijzen - hordeloper, Nederlands kampioen 400 m horden 2007
- Ester Goossens - Ned. kampioene 400 m, Ned. recordhoudster 400 m, 400 m horden, 4 x 400 m